# 班加西事件
班加西事件，是指2012年9月11日晚間美國駐利比亞班加西領事館遭激進伊斯蘭恐怖主義武裝份子襲擊，並造成美國駐利比亞大使約翰·史蒂文斯及美國外交事務情報管理官尚恩·史密斯等人身亡。史蒂文斯是1979年以來首位於任职期間殉職的美國大使。事件發生後數個小時內，一處距離班加西領事館約一英里（約1.6公里）的美國建築物亦遭襲擊，造成中央情報局約聘人員泰隆·伍茲（Tyrone S. Woods）及葛蘭·多赫提（Glen Doherty）身亡，另有十餘人於襲擊中受傷。事件過後，許多利比亞民眾紛紛以公開示威的方式譴責伊斯蘭武裝份子的攻擊行為，並對已故的美國大使表示哀悼。
美國於該事件後便立刻加強全球外交設施及軍事基地的維安，並著手調查該事件。在事件的後續處理過程中，美國國務院官員亦由於拒絕了攻擊事件發生前加強駐外領事館維安的提案而遭外界批評。時任國務卿的希拉蕊·柯林頓隨後表示願為維安工作上的疏漏負責。
2013年8月6日，有報導指稱美國已對數名嫌犯提起告訴，其中包括激進武裝份子領導人阿哈穆德·阿布·卡塔拉。根據美國及利比亞官員的說法，卡塔拉是班加西伊斯蘭教法團（意為伊斯蘭律法的支持者）的領導人；該組織於2014年經美國國務院列為恐怖組織。2014年6月14日，卡塔拉在三角洲部隊及聯邦調查局的合作下於利比亞被捕。
事件發生初期，多數美國高級官員及媒體皆對外宣稱班加西事件僅是一起因不滿反穆斯林影片《穆斯林的無知》而發生的偶發性示威事件。後續調查則認為該事件的發生並非偶然，而是早有預謀的。不過被捕的嫌犯阿哈穆德·阿布·卡塔拉曾表示該次襲擊部分原因確實是為了報復《穆斯林的無知》一片。

## 事件背景

### 2011年利比亞內戰中的伊斯蘭激進武裝份子
2011年時，諸如阿布德利哈基姆·貝勒哈吉等曾在阿富汗與基地組織一同作戰的激進武裝份子、利比亞伊斯蘭抵抗組織的前成員，以及其他曾於伊拉克和阿富汗等地參戰過的聖戰士皆企圖推翻格達費政權。該年春天，在美國首肯下，武器裝備開始自卡達運至利比亞叛軍手中。到了同年9月時，西方國家的反恐官員開始對伊斯蘭激進份子在利比亞革命中所扮演的角色感到越來越不安，並擔心這些用於協助叛軍起義的武器將來會用於恐怖攻擊。

### 美國在利比亞及班加西的影響
2011年2月，利比亞內戰爆發。數月後，美國中央情報局開始著手於班加西建立一處隱密基地。內戰期間，數名美國三角洲部隊的反恐精英以分析師的身分派駐利比亞，負責指導反政府武裝使用武器及戰術應用。:16 美國駐利比亞大使約翰·史蒂文斯則於2011年3月獲派為利比亞叛軍的第一聯絡人。內戰結束後，美國國務院及中央情報局受命追蹤並回收在內戰期間於利比亞境內氾濫的武器裝備，尤其是叛軍自格達費軍隊處取得的肩射飛彈及化學武器；另外，國務院及中情局亦將協助利比亞建立新的情報網路。
利比亞東部及班加西是新情報網路蒐集情報的重點區域。在攻擊事件發生之前，中情局曾密切監控伊斯蘭教法團及伊斯蘭馬格里布基地組織可疑成員的活動，同時希望限制他們與利比亞賽來菲團體間的來往。攻擊事件發生時，數十名中情局幹員正在班加西活動。除此之外，亦有報告指出2012年夏時，美國聯合特種作戰司令部（JSOC）曾將與基地組織有關聯的利比亞激進武裝份子亞辛·蘇瑞列為目標。:58攻擊事件爆發時，一支包括兩名JSOC成員的特種任務小隊已在利比亞境內執行實地監控任務；不過該任務與國務院及中情局的任務並無關聯，兩者各自獨立。:58
多份匿名線報皆指出在班加西的外交任務僅是中情局用來掩蓋自利比亞走私武器予敘利亞反阿塞德叛軍勢力的幌子。:56調查記者西莫·赫許表示一名不願具名的前國防部高級情報官員說：「班加西領事館唯一的任務，就是替武器走私的活動提供掩護，除此之外它沒有任何實際的政治或外交職能。」該名官員亦稱，攻擊事件僅僅終止了美國計畫中的干涉手段，但並沒有停止中情局的走私活動。2014年1月，美國眾議院常設情報特別委員會對「美國的干涉手段」的說法提出質疑，並宣稱「中情局在班加西的一切活動都是合法且經過授權的。紀錄上的證詞表明中情局並沒有由利比亞走私武器至敘利亞，或是以任何他法協助其他組織將武器自利比亞送往敘利亞。」
在國會聽證會上，前美國駐利比亞大使約翰·史蒂文斯的首席副官格雷格利·席克斯（Gregory N. Hicks）作證指出，2012年史蒂文斯大使會在班加西的原因是「（希拉蕊）柯林頓國務卿希望班加西領事館成為永久駐所」，而大使亦表示理解國務卿女士希望於同年晚些時候出訪的黎波里（利比亞首都）時藉此宣示影響力的企圖。席克斯還表示「克里斯（指史蒂文斯大使）希望向班加西的民眾傳達美國支持他們建立新民主制度的夢想。」

### 不穩定的班加西
2012年4月，兩名前班加西領事館安全警衛向領事館圍牆外扔擲簡易爆炸裝置，但並沒有造成任何人員傷亡。4天後，一枚類似的炸彈被扔擲至出訪利比亞的聯合國特使車隊僅12英呎的距離外，依然沒有造成任何傷亡。
2012年5月，一個自稱「受囚禁的奧馬爾·阿卜杜勒-拉赫曼聖戰旅」的基地組織分支宣稱對國際紅十字委員會班加西辦公室的攻擊事件負責。8月6日，紅十字會終止了在班加西的業務。國際紅十字會的利比亞委員代表表示他們「被攻擊事件嚇著了」，並對利比亞境內不斷升高的暴力威脅感到「極度焦慮」。
「受囚禁的奧馬爾·阿卜杜勒-拉赫曼聖戰旅」釋出一段影片，聲稱他們6月6日在美國領事館門口引爆了一枚爆炸裝置，沒有造成任何傷亡，但把領事館週圍的圍牆炸出一個大洞。根據一名目擊者的描述，那個洞「大到足以讓40人通過」。聖戰旅宣稱這次攻擊是為了報復美國在最近一次無人機攻擊中，殺死了基地組織利比亞分支領導人阿布·葉哈亞·里畢。攻擊事件的時間剛好在美國外交官即將到訪之前。該次攻擊沒有造成任何傷亡，但聖戰旅留下傳單表示一定會有更多針對美國的攻擊發生。
英國駐利比亞大使多明尼克·阿斯奎斯於6月10在班加西的一次暗殺行動中逃過一劫，歹徒在距英國領事館300碼的距離外使用火箭推進器攻擊領事館，造成兩名英國護衛人員受傷。英國外交及國協事務部隨後於6月下旬全面撤離班加西英國領事館中的所有人員。
2012年6月18日，突尼西亞駐利比亞的班加西領事館遭伊斯蘭教法團分支的武裝份子襲擊，原因是「突尼西亞藝術家創作反伊斯蘭作品」。:31
2012年9月11日，也就是美國領事館遭攻擊當天，兩名領事館的安全警衛發現一名身著利比亞警察制服的可疑男子正從領事館附近一幢興建中的建築物內以手機拍攝領事館的照片。安全警衛因而拘留了他一小段時間，但很快便予以釋放。該名男子隨後駕駛警車離去，並向利比亞警察局投訴。尚恩·史密斯注意到了這名男子的行為，認為他可能在勘察地形，因而於中午左右傳送了一封訊息給他的朋友，表示「希望我們能活過今晚。我們剛剛發現一名負責維護領事館周邊治安的當地警察以手機拍攝領事館的照片。」:34
根據當地安全官員的說法，他與另一名駐守該地的營指揮官曾於攻擊事件發生3天前會見美國外交人員，並警告他們該地的治安正在持續惡化。該名官員向美國有線電視新聞網（CNN）表示，他曾告訴美國外交人員「當地的情況令人膽寒，令我們感到害怕。」
史蒂文斯大使的日記記錄了他對該區域基地組織勢力不斷成長的不安，擔心成為攻擊目標。
美國安全官艾瑞克·諾斯通（Eric Nordstrom）曾兩度要求國務院上級官員加強班加西地區的維安，但皆遭拒絕。根據諾斯通的說法，國務院官員夏琳·藍波（Charlene Lamb）希望將班加西地區的維安人員數量維持在「不自然的少量」（artificially low）。

2012年12月30日，美國參議院國土安全與政府事務委員會發表了《紅燈閃爍：班加西恐怖攻擊事件的特別報告》（Flashing Red: A Special Report on the Terrorist Attack at Benghazi），其中指稱：
在班加西攻擊事件發生前數個月，美國情報體系便已從各式來源中蒐集到大量證據表明班加西地區越來越危險和不穩定，而且當地針對美國外交人員的大規模攻擊活動的可能性也不斷在升高。雖然這份情報廣泛地於情報網路中流傳，國務院的重要官員亦知悉此事，但其卻未相應地加強班加西地區的維安，亦未撤離該地的外交人員；不論採取上述何種手段，皆較能呼應情報所顯示的升溫局勢。......利比亞的區域安全官作成了一份自2011年6月起至2012年7月止，利比亞境內的安全相關事件報告；在總計234件攻擊事件中，便有50起發生於班加西地區。
由於希拉蕊所領導的國務院希望在班加西地區保持低調，因此或許可以解釋為何國務院即便獲得情報，但仍然選擇破壞海外安全政策委員會（Overseas Security Policy Board, OSPB）的外交安全政策，而拒絕加派維安。:74–75事件過後，希拉蕊表達了願為維安上的疏漏負責，且對未加強維安一事表示後悔。然而，她於2013年1月參與國會聽證會前的證詞中，卻稱班加西領事館的維安決定與自身無關。她陳稱：「與班加西地區維安工作相關的事務及需求，皆是由國務院裡的安全專業人員負責。我不曾經手那些加派維安的要求，因此沒有批准，也沒有否決。」

## 攻擊事件
事件中的襲擊對象為兩處美國外交處所。第一次襲擊發生於當地時間晚上9:40分（3:40 EDT，華盛頓特區時間），針對班加西領事館（建築物長約300碼，寬約100碼）。翌日當地時間清晨4點左右，一發迫擊炮擊中距領事館約1.2英里外的中情局附屬基地（座標北緯32.057186°，東經20.087706°），並持續了11分鐘。

### 襲擊

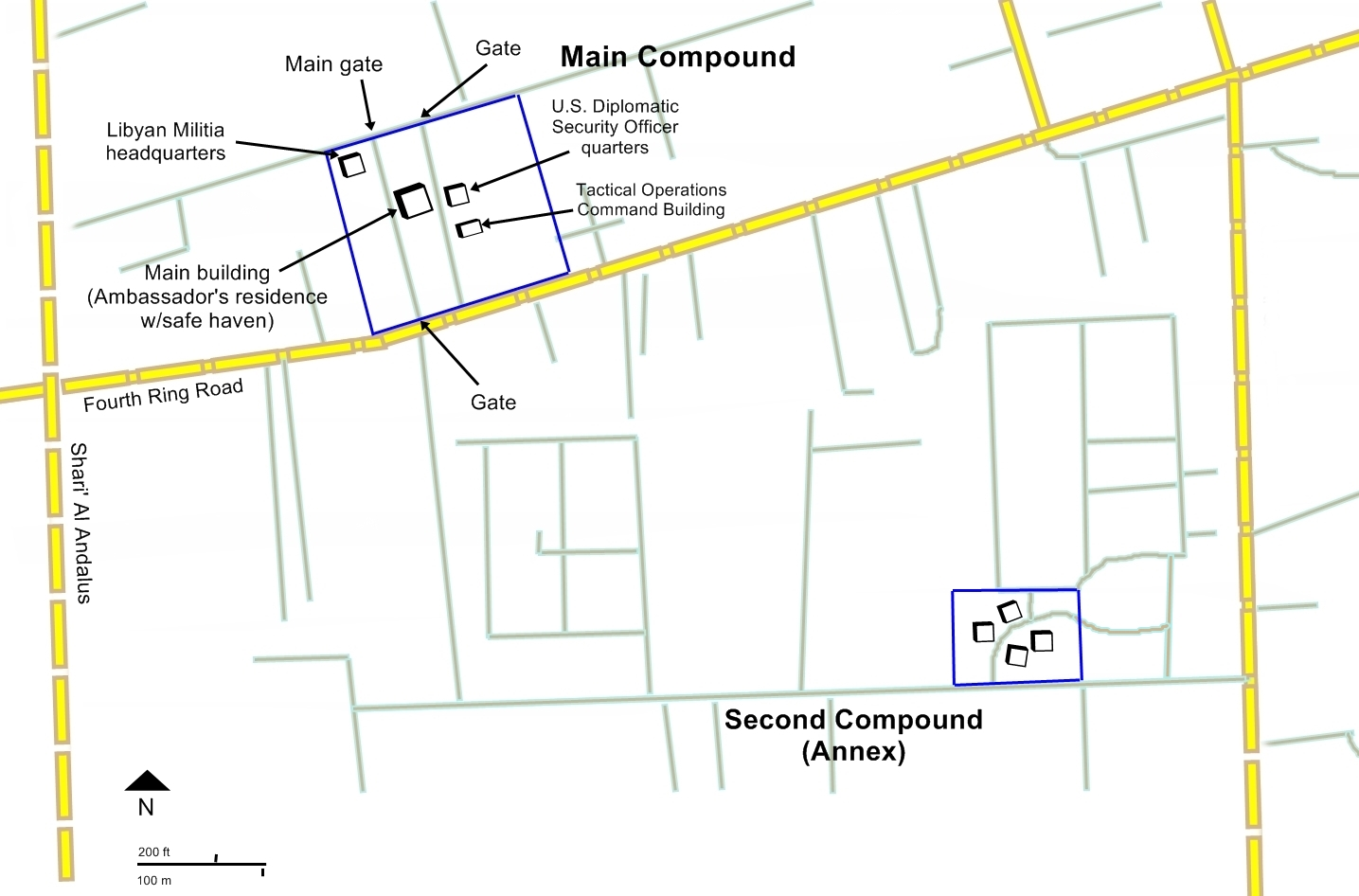
美國領事館與中情局基地位置的地圖。

據報約有125至150名槍手，「皆身著伊斯蘭激進武裝份子所喜愛的阿富汗式丘尼卡」，參與了攻擊行動。部分攻擊者的臉部有遮蔽物，並身著防彈背心。攻擊中所使用的武器包含火箭推進榴彈、AK-47及FN F2000突擊步槍、汽油桶、迫擊炮，以及車載重機槍及火炮。
攻擊於晚間展開。攻擊者先是以載有機槍的卡車封鎖領事館週邊的主要道路。卡車上印有伊斯蘭教法團的標誌；該組織由伊斯蘭激進武裝份子組成，並與地方政府合作管理班加西地區的治安。（伊斯蘭教法團於2014年1月經美國國務院列為恐怖組織。）
在攻擊事件前，領事館的周邊區域尚稱安靜。一名於攻擊中受傷的利比亞警衛表示「外頭連一隻螞蟻都沒有」。攻擊者則宣稱他們的行為是為了回應《穆斯林的無知》。領事館內不超過7名美國人，其中包含史蒂文斯大使。
史蒂文斯大使當時造訪班加西是為了審核一項在該地興建文化中心及將當地醫院設備現代化的計畫。大使當時也要「準備一份關於班加西地區治安及政治環境報告，以將班加西領事館從一處暫時的設施，轉變為永久的駐所。」原本於2012年財政年度中計畫用於伊朗的資金移轉至班加西；這項資金移轉作業必須於該財政年度結束前完成，也就是2012年9月30日。
史蒂文斯大使當天的最後一場會議是與土耳其外交官會面，結束後史蒂文斯護送土耳其外交官至大門口，當時時間約為當地時間晚上8:30分。領事館外的街道十分冷清，國務院的紀錄亦顯示當天外面沒有任何不尋常的情況。史蒂文斯大使大約於晚上9時回到他的房間，且根據後來警衛的說法，他是單獨在房間內的。大約9:40分，一群高喊「Allāhu Akbar」的武裝份子自各個方向湧向領事館。攻擊者向領事館內丟擲手榴彈，並在大批自動武器及火箭推進榴彈的射擊下強行進入領事館，後方還有裝載於卡車上的火炮以及防空機槍提供支援。一名外交安全勤務局的幹員從領事館的監視攝影機上看到「一大群人，持有武器的人，湧進領事館。」他立即按下警鈴並透過播音器大喊「攻擊！我們受到攻擊！」。領事館隨後通報位於的黎波里的大使館及華府外交安全指揮中心（Diplomatic Security Command Center），並向2月17日烈士旅及遠在一英里外的美軍快速反應基地（即中情局附屬基地）求援。史蒂文斯大使致電予人在的黎波里的代表團副主任雷格利·席克斯，希望告訴他領事館遭受攻擊。然而，由於席克斯不認得領事館的電話號碼，因此並未接聽電話；史蒂文斯大使撥了兩次電話，席克斯兩次都沒有接聽。最終在大使撥打第三次時，席克斯才終於接起電話。
外交安全勤務局的特別幹員史考特·史崔克蘭（Scott Strickland）將史蒂文斯大使及外交事務情報管理主任尚恩·史密斯、一名資訊管理官員等人領入主建築物內的緊急避難室中避難。其餘幹員則至另一棟建築物內取出他們的M4卡賓槍以及戰術裝備。他們曾嘗試回到主建築物中，但因遭遇大批武裝攻擊者而被迫撤退。
攻擊者闖入主建築物中，破壞了緊急避難室鐵窗。他們接著搬入數桶柴油，並將之潑灑於地板及家具上，然後點火。很快地，整棟建築物便充滿了濃煙。史蒂文斯、史密斯及史崔克蘭等一行人移動至浴室，並躺在地板上以躲避濃煙。但他們最後仍因無法忍受濃煙而決定離開避難室。史崔克蘭自窗戶逃出，但史蒂文斯及史密斯並沒有跟著他。史崔克蘭曾數度折返避難室，但由於濃煙密布，始終無法找到兩人；他於是爬上屋頂，並以無線電聯絡其他安全小隊隊員。
三名安全小隊隊員隨後乘坐裝甲車回到主建築物；他們搜索建築物，找到了史密斯的遺體，但沒有發現史蒂文斯的蹤影。
根據趕來支援的安全小隊隊員的說法，大約於當地時間9:30，他們已知悉領事館遭受襲擊，並於5分鐘之內進入待命狀態，隨時準備支援領事館。然而，他們的救援任務卻因一位「班加西地區首席中情局官員」而受到延誤。事件發生時，領事館的區域安全辦公室開啟警報，並以電話通報班加西中情局附屬基地以及的黎波里大使館，表明「我們遭受攻擊，我們需要支援，請立刻派出支援......」等語，接著通話便中斷。在經過簡短的討論後，中情局附屬基地內，包含資深安全約聘人員泰隆·伍茲在內的全球反應人員（Global Response Staff , GRS）便立刻決定要實施營救行動。10:05分時，救援小隊已聽取簡報，並已登上裝甲車準備出發。與此同時，中情局附屬基地內的通訊員正在告知上層指揮目前的狀態發展。另外，一小群中情局GRS人員（包括後來身亡的GRS成員葛蘭·多赫提）及聯合特種任務司令部成員正在的黎波里規畫前往班加西的最快路徑。:39–43
自中情局附屬基地趕來救援的GRS小隊一到達領事館便封鎖周遭區域，並試圖搜尋史蒂文斯大使以及尚恩·史密斯的下落。安全安全幹員大衛·厄本尋獲無意識而後來判定死亡的史密斯，但小隊卻遲遲無法於濃煙密布的建築物中找到史蒂文斯大使。小隊接著決定帶著生還者以及史密斯的遺體回到附屬基地。在回到基地的路上，小隊的裝甲車遭遇AK-47突擊步槍及手榴彈等武器攻擊。雖然裝甲車有兩顆輪胎在攻擊中破裂，但依然成功回到基地；基地大門於晚間11:50分關閉。:43–45
利比亞最高安全委員會發言人阿卜杜勒-莫內姆·赫爾於事件後表示通往班加西領事館的道路都已遭到利比亞國家安全部隊封鎖並包圍。
攻擊發生當晚，曾有一支美國陸軍突擊隊派赴義大利西西里島的西哥奈拉基地，但並沒有派往班加西。美國官員對此表示該部隊於攻擊事件結束後才抵達西哥奈拉。

### 美國政府的動作
外交安全勤務局的幹員以及區域安全官於攻擊事件爆發的第一時間便知會了位於華盛頓特區的總部；當時利比亞當地時間約為晚間9:40分，而美東時間則為下午3:40分左右。當時他們以「恐怖攻擊」一詞形容該次事件。美東時間4:30，五角大廈（美國國防部）的官員告知美國國防部長里昂·潘內達攻擊一事。五角大廈隨後命令正在監控武裝份子營地的無人飛行機飛往班加西。無人機大約於當地時間晚間11:10分（美東時間下午5:10分）抵達現場，並隨即回傳畫面及影像至華盛頓。約半小時後（美東時間下午5:41分），國務卿希拉蕊致電中情局局長大衛·裴卓斯。中情局於班加西當地有一支駐紮於附屬基地的十人安全小隊，而國務院相信這支小隊將能有效支援領事館。

### 對中情局附屬基地的攻擊
午夜過後，中情局附屬基地便遭到機槍、迫擊炮及火箭彈的強烈攻擊。基地內的人員持續抵抗至9月12日早晨。:45–46清晨時，利比亞政府軍與一群自的黎波里趕來且剛抵達班加西機場的美軍增援小隊（其中包括葛蘭·多赫提）碰頭。小隊內包含兩名現役的三角洲部隊成員以及5名中情局約聘人員；他們以支付飛行員30,000美元的代價在的黎波里徵用一架小型噴射機，並要求飛行員將小隊載往班加西。:43在機場碰頭後，利比亞軍隊及剛抵達班加西的增援小隊於早上5:00左右前往中情局附屬基地，並協助將約32名美國人送往機場等候撤離。在撤離車隊離開基地大門後沒幾分鐘，基地又遭受強大火力襲擊。增援小隊立刻進入防守狀態。在炮火稍歇之際，多赫提開始尋找他的朋友，即同為中情局約聘人員的泰隆·伍茲。多赫提獲知伍茲在屋頂上操作Mk 46機槍。他在屋頂找到伍茲及另外兩名GRS人員；他們短暫擁抱，互道安好，接著便重回戰鬥崗位。僅數分鐘後，一發迫擊炮彈擊中了伍茲的位置，並造成相當嚴重的傷害。而在多赫提試圖改變射擊位置並找掩護的同時，第二發炮彈擊中了他，並造成他當場身亡。:46–4731歲的外交安全勤務局幹員大衛·厄本在迫擊炮轟炸中遭受嚴重的破片傷害，並有數根骨頭斷裂；根據厄本的父親，「第一發（指迫擊炮彈）爆炸的位置距離厄本僅有50碼，另外兩發皆命中目標（指厄本）。」
數名幹員立刻衝上屋頂評估傷者傷勢，並協助運送傷者下樓。同一時間，一名聯合特種任務司令部成員透過手持顯像裝置監看由美國非洲司令部回傳的「掠食者」無人機的影像。該名成員告訴基地長官：「基地外有大批武裝份子集結，我們必須馬上撤離所有人！」上級官員馬上同意；基地內所有人員收到通知，收拾各自的隨身物品及安全裝備，並準備撤離。數分鐘內，所有人皆已登上撤離車輛。在前往機場途中，車輛依舊遭受小口徑武器的持續攻擊，但他們成功抵達，且沒有任何進一步的傷亡。:47–48
在戰鬥過程中，中情局GRS人員成功救出6名國務院人員、收回史密斯的遺體，並將約30名存活的美國公民撤出班加西地區；但他們仍遲遲無法找到史蒂文斯大使。

### 尋獲史蒂文斯大使
最終發現史蒂文斯大使時，他獨自躺在一間黑暗、充滿濃煙、房門上鎖且僅能由窗戶進出的房間內；是一群跑來協助的利比亞民眾找到他的。民眾將大使從窗戶拉出來，讓他平躺於庭院的石紋地板上。然而，群眾並不知道他的身份。一名名為阿卜杜勒-卡迪爾·法德勒（Abdel-Qader Fadl）的自由攝影家當時也在現場，並通知美聯社，表示大使意識不清，而且「可能有動一下他的頭部，但只動了一次」。當群眾尋獲生還的大使時，不斷高呼「Allāhu Akbar」（真主至大），雖然當時無人能夠確定大使是否依然存活。一名22歲主修藝術的學生艾哈邁德·沙姆斯（Ahmed Shams）當時也在人群中，他向美聯社表示很開心能找到生還的大使，他們試圖施予急救，但當時附近沒有任何醫療器材或是可用的救護車。另一名名為法赫德·巴庫許（Fahd al-Bakoush）的自由攝影師後來公開發佈了一段利比亞人試圖從濃煙密布的房間內救出大使的影片。根據巴庫許的說法，當地民眾見他仍然存活，尚有一息，但他的眼皮卻不斷跳動。群眾雖然知道他是外國人，但卻不知道他就是美國大使。
大約於凌晨1點左右，由於沒有任何可用的救護車，史蒂文斯大使由當地人以一輛私家車緊急送往伊斯蘭教法團武裝份子控制下的班加西醫學中心。
在醫院，值班醫師齊亞德·阿布·扎伊德（Ziad Abu Zeid）對史蒂文斯大使施予長達90分鐘的心肺復甦術。根據札伊德醫師的說法，大使因吸入過多濃煙窒息而死，但除此之外沒有任何外傷。醫師表示不清楚遺體後來送去哪裡，但他相信遺體是由利比亞內政部送往機場，並交由美國政府保管。美國國務院則說他們不清楚是誰將大使送往醫院，也不清楚是誰將大使遺體運往機場交予美國政府。

### 撤離
大使的遺體運至貝尼納國際機場，從那裡送往利比亞首都的黎波里，並以運輸機送至位於德國的拉姆施泰因空軍基地。所有遇難者的遺體（共4名）接著從德國運至華盛頓特區附近的安德魯斯空軍基地；美國總統巴拉克·歐巴馬以及他的內閣閣員也在基地內為遇難者舉行紀念儀式。
攻擊事件之後，所有班加西的外交人員皆移轉至首都的黎波里安置；部份人員則撤離利比亞。許多存於領事館內的敏感文件依然下落不明，其中包括與美國合作的利比亞人名單，以及與石油合約相關的文件。

### 身亡名單
共有4名美國公民於攻擊事件中喪生，包括大使約翰·史蒂文斯、外交事務情報管理主任尚恩·史密斯，以及兩名前海豹部隊成員的中情局約聘人員葛蘭·多赫提與泰隆·伍茲。約翰·史蒂文斯是繼1979年於阿富汗喀布爾身亡的阿道夫·杜布斯後首位於任職期間殉職的美國大使。
| 於利比亞班加西殉職的美國外交代表機構人員 | 於利比亞班加西殉職的美國外交代表機構人員 | 於利比亞班加西殉職的美國外交代表機構人員 | 於利比亞班加西殉職的美國外交代表機構人員 |
| ---------------------------------------- | ---------------------------------------- | ---------------------------------------- | ---------------------------------------- |
| J. Christopher Stevens                   | Sean Smith (diplomat)                    |                                          |                                          |
| 約翰·史蒂文斯 美國駐利比亞大使           | 尚恩·史密斯 美國外交勤務局資訊管理主任   | 葛蘭·多赫提 中央情報局約聘人員           | 泰隆·伍茲 中央情報局約聘人員             |

### 責任歸屬
2012年9月10日，離班加西攻擊事件至少18小時前，基地組織領導人艾曼·扎瓦希里釋出了一段與2001年911事件11週年相呼應的影片，片中號召穆斯林攻擊在利比亞境內的美國人，以為基地組織利比亞分支領導人阿布·葉哈亞·里畢的死復仇（於2012年6月在巴基斯坦死於美國無人機的攻擊）。目前並不清楚扎瓦希里本人是否知悉攻擊班加西領事館的計畫，但他於2012年10月12日的另一段影片中仍然大力稱讚了班加西事件的攻擊者。2012年9月14日，在阿拉伯半島的基地組織分支發表聲明表示班加西事件是為阿布·葉哈亞·里畢的死復仇，但卻並未說明該事件是否是他們的作為。後來據報，該組織確實有3名成員涉入攻擊事件中。另外，一通於攻擊事件後由班加西地區撥出且受到截聽的電話顯示伊斯蘭馬格里布基地組織的領導人穆赫塔爾·貝爾默克赫達爾可能與攻擊事件也有關聯。
《紐約時報》記者大衛·柯克派崔克報導一名20歲居住於領事館附近的民眾穆罕默德·比沙里（Mohamed Bishari）目睹了攻擊事件。根據比沙里的說法，攻擊事件爆發前沒有任何徵兆，且是由伊斯蘭主義武裝份子伊斯蘭教法團所領導的。柯克派崔克的報導中稱伊斯蘭教法團說他們的攻擊行為是為了報復反穆斯林影片《穆斯林的無知》。報導更進一步表示，目擊者及當局稱阿哈穆德·阿布·卡塔拉為此次攻擊事件的罪魁禍首，雖然他本人堅稱他並沒有參與攻入領事館的活動。根據卡塔拉的說法，他與伊斯蘭教法團有密切關係，但並不是該組織的正式成員；然而目擊者、班加西地區的居民以及西方新聞媒體皆稱他是伊斯蘭教法團的領導人。卡塔拉更進一步聲稱他是阿布·賈拉聖戰旅的領導人，而該組織中部份成員亦有參與伊斯蘭教法團的活動。
「受囚禁的奧馬爾·阿卜杜勒-拉赫曼聖戰旅」是一個基地組織的專業武裝組織，其主要訴求為釋放囚禁中的奧馬爾·阿卜杜勒-拉赫曼。CNN、卡內基國際和平基金會、《評論雜誌》以及《每日電訊報》皆表明該組織是班加西事件最主要的疑兇。《今日美國》則報導先前在開羅的示威活動主要即是抗議囚禁奧馬爾·阿卜杜勒-拉赫曼的作為。埃及總統穆罕默德·穆爾西曾於他的就職演說中呼籲釋放奧馬爾·阿卜杜勒-拉赫曼。
在攻擊事件後數週，美國總統歐巴馬及其他行政官員表示《穆斯林的無知》一片煽動了許多針對美國外交設施的攻擊事件，並宣稱該片是班加西事件最主要的催化劑。攻擊過後兩天，CNN記者莎拉·亞爾森（Sarah Aarthun）引述一位匿名的美國高級行政官員的話：「這群暴民不是無知的。那部影片（指《穆斯林的無知》）及9月11日（指艾曼·扎瓦希里於9月10日釋出的影片）給了他們發動攻擊很棒的理由，而且對他們而言這樣的攻擊純粹是偶然的。但很顯然該事件是早有預謀的軍事攻擊。」歐巴馬總統於9月18日出席大衛·萊特曼的節目《大衛深夜秀》時，表示「極端主義者及恐怖份子利用它（指反穆斯林的Youtube影片）當作攻擊我國使館的藉口。」後來於9月20日在悠景市政廳的活動中，歐巴馬總統亦表示「平凡無奇的示威活動會升溫，是因為民眾對影片的不滿；極端主義份子也拿這來當作可以直接傷害美國利益的藉口。」後來一份由獨立審查委員會所發布的調查報告則表明「攻擊事件發生前沒有任何示威活動。」
2012年10月，美國情報官員指控一位名為阿里·哈齊的突尼西亞人與伊斯蘭教法團及伊斯蘭馬格里布基地組織有關聯。他於土耳其落網，稍後遭遣返突尼西亞，並因恐怖主義、與班加西美國領事館的攻擊事件可能有關的罪名而面臨起訴。突尼西亞當局於2013年1月8日以罪證不足為由釋放阿里·哈齊。
同樣於10月，一位名為卡里姆·埃爾-阿齊茲（Karim el-Azizi）的利比亞籍嫌犯甫自利比亞前往埃及，且其藏身處中發現有儲存大量武器；在與當地維安部隊發生一陣衝突後，他被發現陳屍於自家公寓內。他被認為與一個穆罕默德·賈默·艾哈邁德·阿布（Muhammad Jamal Abu Ahmad）所領導的埃及恐怖主義團體有關；穆罕默德·賈默·艾哈邁德·阿布則認定為參與訓練班加西事件中的武裝份子。賈默·艾哈邁德·阿布曾是一位埃及伊斯蘭聖戰組織的成員，並於前埃及總統穆巴拉克倒台後自埃及監獄中獲釋，之後他便開始組織他的恐怖活動網路。他獲得來自位於葉門的基地組織阿拉伯半島分支的金援，並請求基地組織領導人艾曼·扎瓦希里於埃及建立一個他稱之為「基地組織埃及分支」的支會，並因此於2012年12月遭埃及當局拘禁。2013年10月7日，穆罕默德·賈默網路（Muhammad Jamal network, MJN）以及穆罕默德·賈默本人皆為美國國務院認定的「全球恐怖份子」。國務院更表明賈默「已和伊斯蘭馬格里布基地組織、基地組織阿拉伯半島分支的領導階層納賽爾·武海希與卡西姆·里米等人發展出密切關係。」數天之後，於2013年10月21日，聯合國安全理事會將MJN列為「與基地組織有關聯的恐怖組織」。聯合國安理會亦稱：「已辨認出部份參與2012年9月11日晚間班加西美國使館攻擊事件的攻擊者，與穆罕默德·賈默有關聯，有些攻擊者更參與利比亞MJN營地的訓練活動。」
2013年3月，一名名為法拉傑·西布里（Faraj al-Shibli）的嫌犯遭利比亞當局拘捕，並交由美國聯邦調查局審問他與班加西攻擊事件的關聯。西布里在自巴基斯坦回到利比亞後便遭逮捕，雖然當時當局並不清楚他在攻擊事件中所扮演的角色。他曾是利比亞伊斯蘭抵抗組織的一員，並曾於1990年代中期試圖堆翻格達費政權。調查人員發現他與位於葉門的基地組織阿拉伯半島分支以及巴基斯坦境內的基地組織成員有關聯。利比亞執法當局於2013年6月12日釋放了西布里，並表示已沒有足夠的理由繼續拘禁他。2014年7月才有人發現他死於利比亞。

## 事件後續

### 利比亞的反應

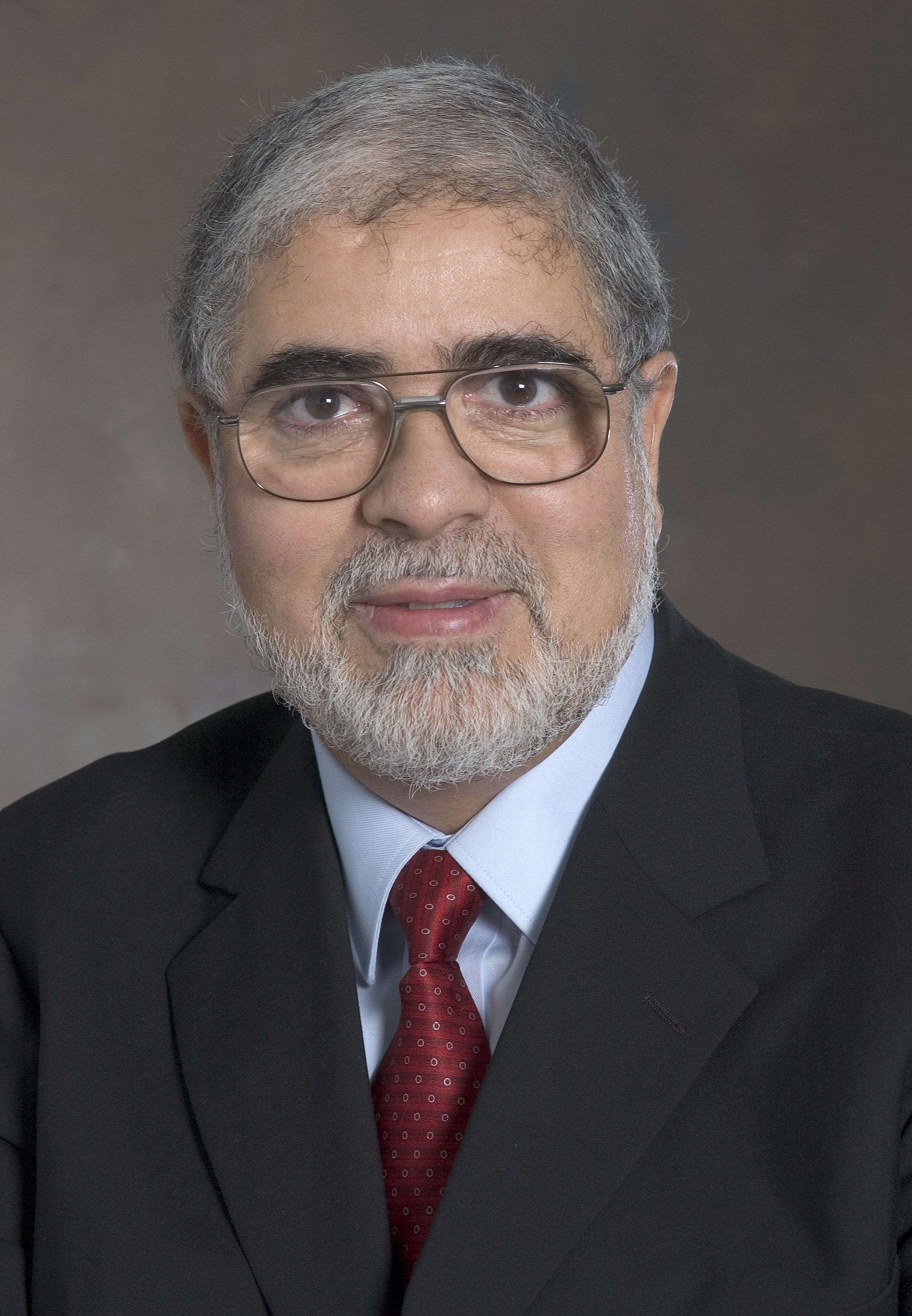
時任利比亞總理的穆斯塔法·阿布·沙古爾。

利比亞總理穆斯塔法·阿布·沙古爾的辦公室發聲明譴責攻擊行為，並對遇難的美國外交人員表達惋惜，另外亦聲稱：「在強烈譴責穆罕默德·賈默·艾哈邁德·阿布，玷污我們聖地的行為，以及對我們信仰的偏見的同時，我們拒絕且強烈譴責以武力使無辜民眾受到恐怖主義影響以及傷害無辜百姓的行為。」該聲明也再次強調「利比亞及美國兩國人民的友誼，已因為美國在2月17日的革命中所採取的支持立場而進一步深化。」利比亞國民議會主席穆罕默德·馬賈里亞則表示：「我們對美國、美國民眾及全世界為發生的事表達歉意。我們確信將沒有兇嫌能逃過審問及懲處。」
9月12日，也就是攻擊事件翌日，班加西地區及首都的黎波里等地皆有示威活動，民眾上街譴責暴力，並高舉「史蒂文斯大使是所有利比亞人的朋友」及「班加西堅決反對恐怖主義」等標語。另外也有民眾舉牌表示為該次攻擊事件是以班加西民眾及穆斯林之名而對美國感到抱歉。同一天，利比亞駐英國倫敦的副大使艾哈邁德·賈布里勒（Ahmad Jibril）向英國國家廣播公司（BBC）表示伊斯蘭教法團是攻擊事件的幕後黑手。9月13日，在一場於華盛頓特區美國國務院的招待會上，與會的利比亞駐美大使阿里·奧賈利為「利比亞境內針對美國領事館的恐怖攻擊」向國務卿希拉蕊致歉。利比亞大使更進一步讚揚已故的史蒂文斯大使，稱其為一位「親愛的朋友」和「真正的英雄」。他同時也敦促美國繼續支持利比亞，稱兩國「已共同經歷過艱困的時期」，並表示新成立的利比亞政府需要援助才能「維護我國的治安及穩定」。
攻擊事件過後數天，《紐約時報》報導社群網路Twitter上湧入大量利比亞青年支持美國的言論。美國政治新聞部落格《Think Progress》亦報導利比亞人比起其週邊國家的民眾更易對美國產生好感。一份2012年的蓋洛普民調稱「絕大多數於2012年3月及4月受訪的利比亞人（54%）皆認同美國的領導－是蓋洛普民調於該區域內除了以色列外所記錄到的最高支持率」。另一項於2011年東利比亞所做的民調顯示當地民眾既是高度虔誠且保守的穆斯林，但也高度支持美國，90%的受訪者表現出了對美國的正面觀感。
利比亞民眾對攻擊事件的反應在美國國內獲得讚揚及感激，歐巴馬總統亦對美國民眾強調利比亞民眾是如何「協助我們的外交人員」，而紐約時報同一天的社論則批評埃及政府「沒有如同利比亞領導人般的作為」。
9月16日，暫代利比亞總統的穆罕默德·馬賈里亞夫表示攻擊美國領事館的行為早於數月前便有所預謀，並進一步稱「這種因偶發性遊行活動失控所導致的犯罪行為及懦夫的舉動，是毫無理由且愚蠢的。我們強烈懷疑這個行為是預先規畫好的，且鎖定的目標便是美國領事館。」

#### 反民兵組織遊行活動
2012年9月21日，大約30,000名利比亞民眾在班加西街道上遊行，主要訴求為恢復法規秩序，同時要求解散利比亞內戰中為推翻格達費政權所組成的民兵部隊。內戰過後，民兵部隊並未解散，且持續以武力恫嚇利比亞政府及民眾。遊行民眾舉著「我們要為史蒂文斯大使討回公道」及「利比亞失去了一位朋友」等標語，隨後並大肆湧入數個民兵組織的總部，其中包含了據信亦有參與9月11日領事館遇襲案的伊斯蘭教法團總部。至少10人在闖入「薩哈提旅」總部的過程中遭民兵部隊開槍射殺；該組織是一個支持政府的武裝團體，且「在利比亞國防部的監督下運作」。
接近隔日早晨時，示威者已驅散了許多民兵部隊成員，控制了數座營地，並釋放了4名囚於其中的囚犯。示威者燒毀了一輛車，以及至少一座營地內的一間建築物，同時還掠奪了武器。民兵組織的營地以及大量武器皆由群眾交予利比亞的國家陸軍處理。有趣的是，在示威群眾襲擊民兵組織營地後沒多久，警察及政府軍隊便「似乎預先計畫好地掃蕩了數個民兵組織基地」。部份民兵組織成員指控示威者是效忠前領導人格達費的，且其目的僅是為了解除民兵部隊的武裝，進而拖慢革命進程。

#### 利比亞政府解散民兵部隊的作為
9月23日，利比亞總統乘著民眾於早先示威活動中對民兵組織高漲的怒火，宣布所有未經授權的武裝民兵組織須於48小時內自行解散或是歸順政府。政府亦宣布現在在公共場所攜械為違法。
利比亞政府先前無法有效處理民兵組織問題，主要是因為政府在一定程度上仍然相當依賴部份民兵部隊提供保護並維持治安。根據一名在首都的黎波里受訪的利比亞民眾，利比亞政府之所以能迅速解決民兵跋扈的問題，主要是因為「人民的憤怒所驅使」。
9月24日，利比亞政府突襲了一座先前由民兵組織把持的軍事基地。
在利比亞政府雷厲風行的掃蕩政策下，許多民兵部隊開始向政府投降。為了驅逐違法的民兵組織，政府組建了一支名為「國家機動武力」（National Mobile Force）的部隊。在利比亞總統宣布要求民兵組織自行解散或歸順政府的同一日，許多米蘇拉塔的民兵組織領導人聚集會面，並最終決定集體歸順政府，同時交出許多先前由他們所控制的公共設施，其中包括米蘇拉塔的三座主要市立監獄；這三座監獄最終交由利比亞司法部管轄。在民兵組織於米蘇拉塔達成共識的前數個小時，兩個於德爾納內活躍的主要民兵組織（其中一個與伊斯蘭教法團有關）迅速撤出該城，並留下五座由他們所控制的軍事基地。
9月29日，數百名利比亞民眾（多數亦參與先前的示威活動）聚集於的黎波里及班加西兩地的市中心，並將先前自民兵組織那裡掠奪來的武器交予政府。
但是，利比亞政府於其他區域的掃蕩行動就沒有那麼順利了，其中包括偏遠的奈富塞山，山中居住著少數族裔柏柏人。阿拉伯聯合大公國新聞媒體《國民》報導民兵組織將武器藏於該山中。《國民》亦報導米蘇拉塔也藏有民兵部隊的武器，但同時期的其他新聞來源卻稱米蘇拉塔的民兵組織皆已投降。

### 美國政府反應

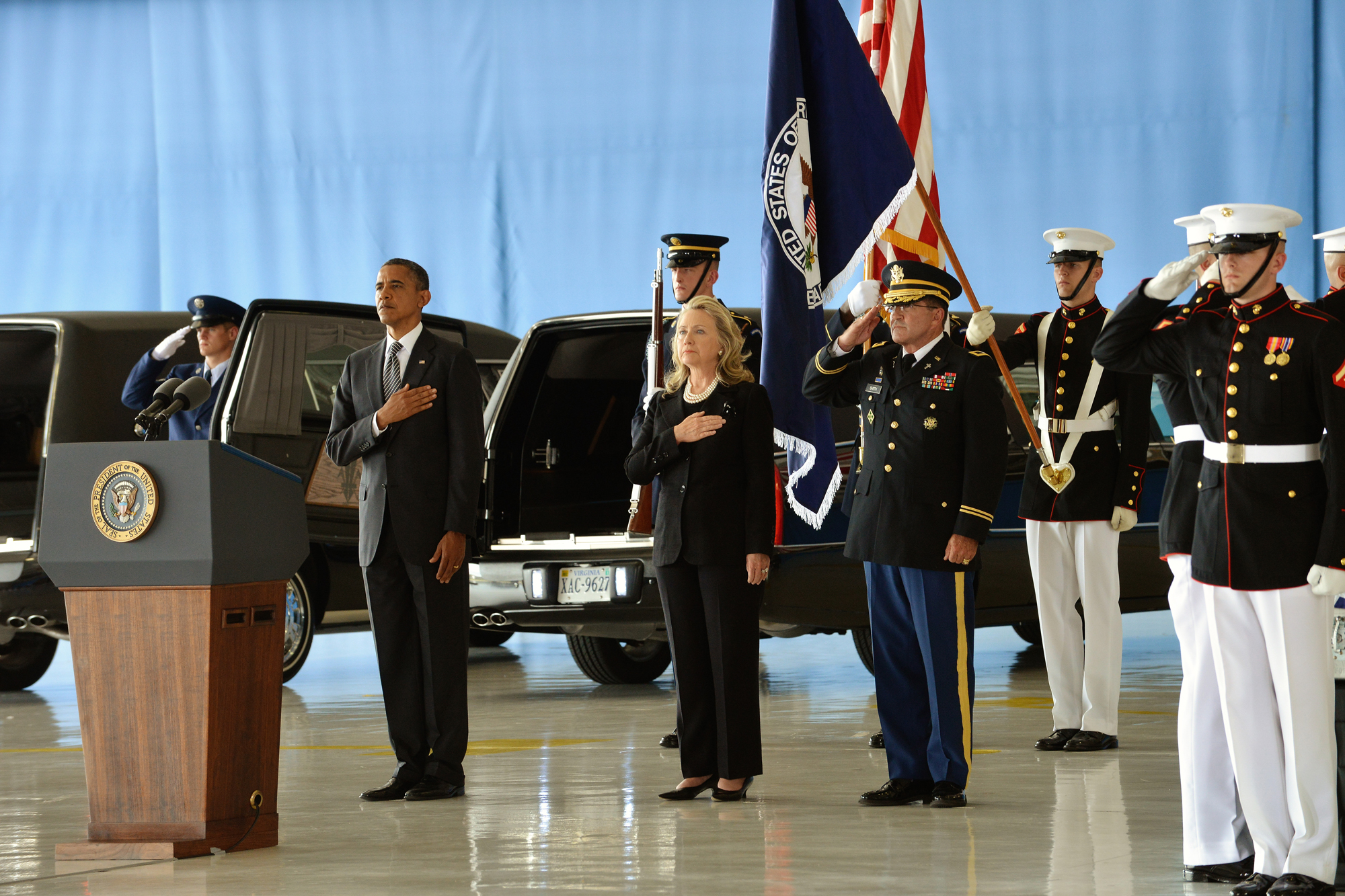
2012年9月14日，美國總統巴拉克·歐巴馬與國務卿希拉蕊·羅登·柯林頓於安德魯空軍基地內舉行的遺體轉移儀式中向班加西攻擊事件的遇難者致敬。

2012年9月12日，美國總統巴拉克·歐巴馬在白宮發表聲明，譴責這種針對美國外交設施的「暴虐的攻擊行為」，並表示「自建國以來，美國便維持尊重所有宗教的一貫理念。我們嚴正拒絕任何企圖詆毀他人宗教的行為。」接著，在提及「9/11攻擊事件」、「在伊拉克及阿富汗的部隊做出了終極的犧牲」，以及「而昨天晚上，我們從新聞報導上得知班加西攻擊一事」等語後，歐巴馬總統強調「身為美國人，讓我們永遠不要忘記我們的自由之所以得以維持，是因為有人願意為之奮鬥、抵抗，在某些例子中，甚至願意為自由而獻身。」他繼續說道：「沒有任何恐怖攻擊能夠動搖這個偉大國家（指美國）的堅定信念，扭曲我們的人格，或是侵蝕我們所代表的價值。今天我們痛失了四位代表美國一切美好的同胞。我們將不會改變伸張正義的承諾。而且不要懷疑，正義將會得到伸張。」
攻擊事件過後，歐巴馬總統指示加強全球所有外交設施的維安。一支50人的美國海軍陸戰隊保安團派遣至利比亞以「支援維安工作。」聯邦調查局亦宣布會介入調查本案是否有預謀的可能性存在。美國官員表示對利比亞的監視活動將會增加，其中包括以無人機的監視行為，以便「追蹤攻擊者。」
國務卿希拉蕊亦於9月12日發表聲明，並將兇手形容為「持有重型火力的武裝份子」，而且是「一支小型的野蠻團體－成員不是利比亞民眾或是政府。」她亦重申「美國對宗教包容的承諾」，並說「部份民眾試圖為這起可憎的行為以及昨日於我國駐開羅的大使館前的遊行活動等事件尋求公道，以回應網路上煽動性的言論。」美國國務院於先前的要務報告中表明了以現有的預算增加大使館的維安人員數量將是一大挑戰。
9月12日，據報導美國海軍已派遣兩艘亞里·勃克級驅逐艦（麥克福爾號及拉布恩號）前往利比亞。兩艘驅逐艦上皆載有戰斧式巡弋飛彈。美國的無人機也奉派至利比亞以尋找攻擊事件的主兇。
9月13日，歐巴馬總統在科羅拉多州戈爾登的一場演講中向四位「在利比亞外交駐所遇難的美國人」表達敬意，並表示「因為他們的犧牲，我們得以享受安全及自由的生活......我希望全世界的人們聽到這段話：致那些意圖傷害我們的人，沒有任何恐怖活動能逃過制裁。這些攻擊將無法暗淡我們驕傲地呈現在全世界面前的價值。」
白宮新聞秘書傑伊·卡尼在9月14日的白宮新聞簡報會上告訴記者「我們過去沒有、現在也沒有任何確切或堅實的證據證明這起事件（指攻擊事件）與影片（指《穆斯林的無知》）無關。」他繼續說道：「沒有任何情資能夠協助我們避免這起事件發生。這是－我的意思是，我想國家情報總監的發言人對報告錯誤一事講得非常詳細。那份報告認為我們在攻擊發生前便已接獲領事館可能會遭受攻擊的情報......我們手邊沒有任何資訊表明這起攻擊事件是有預謀的。我們在這個區域所見到的不穩定情緒主要是對這部影片的反應，而大多數的穆斯林都認為影片冒犯到他們了。雖然這種暴力行為應該要譴責，兇手也還沒落網，但就我們所知，它與911週年或是美國的政策都沒有關係。」
9月14日，4位遇難美國人的遺體運回美國。歐巴馬總統及國務卿希拉蕊皆出席了遺體轉移儀式。在她的致詞中，希拉蕊提到：「一位年輕的女性，她的臉已遮住，眼神中充滿了憂傷，奮力舉起一塊手寫的字板，上頭寫著：暴徒和殺人犯不能代表班加西或伊斯蘭。曾與克里斯（指史蒂文斯大使）在耶路撒冷密切合作過的巴勒斯坦當局首腦，寄了一封信給我，表達對他（史蒂文斯大使）的活力與正直感到懷念，而且對－我引述他的話－這個醜陋的暴行感到遺憾。」她繼續說道：「我們看到了針對我國在班加西駐所的強力攻擊奪走了許多勇敢之人的生命。」

9月16日，美國駐聯合國大使蘇珊·賴思出席美國五大週日脫口秀以評論攻擊事件。在出席之前，她收到中情局所提供的備忘錄，以協助她整理「談話要點」。中情局的備忘錄是這麼說的： 
目前可用的資訊表明在班加西地區的示威活動是受到美國駐埃及大使館的遊行活動所自發影響，並且最終演變成一場針對班加西美國領事館以及附屬基地的直接突擊。有跡證顯示極端主義者介入了這場暴力示威活動。
這樣的評估可能會隨著更多資訊的蒐集與分析而有變數。調查仍然在進行，而美國政府也在與利比亞當局合作，以將應為美國公民的死負責的元兇緝捕歸案。

利用這些談話要點為方針，賴斯談到：
根據至今我們所擁有的最佳資訊，截至目前為止我們的評估是班加西的攻擊是自發性的，而且受到幾個小時前開羅示威活動的影響，而當然，如你所知，在我國使館外的示威活動相當暴力－主要皆是因這部充滿仇恨的影片（穆斯林的無知）所激怒。但很快的，當自發性的示威活動也在我國駐班加西領事館外蔓延開來的時候，我們相信看起來極端主義份子及一般民眾都有牽涉其中--並使用，很不幸的，在後利比亞革命時代便唾手可得的重型武器。而情況也從原先的示威演變成更為暴力的活動。我們沒有--我們沒有能夠使我們相信這起事件是有預謀或是預先計畫的資訊。我想有極端主義份子涉入升溫的暴力行為中這件事是相當清楚的。不論他們是基地組織的分支、利比亞本土的極端主義者，抑或是基地組織本身，我想我們將會查清楚他們真正的身份。
在9月18日的白宮新聞簡報會上，白宮新聞秘書傑伊·卡尼向記者解釋攻擊事件：「我說的是根據我們所擁有的資訊－我們最初的資訊，包括了所有資訊－我們無法找到能夠支持他人聲稱這起事件有預謀的指控；我們看到的是這部影片所點燃的怒火。這些是我們根據充足且堅實的證據所得出的結論。」
9月20日，白宮新聞秘書傑伊·卡尼回答了關於公開聽證會中國家反恐中心主任馬修·奧爾森所提出「極端主義團體可能有涉入攻擊事件中」一事的提問。卡尼回應：「班加西事件，我想，是恐怖攻擊，這是不證自明的。我們的大使館受到暴力襲擊，結果是四位美國官員的死亡。所以，再說一次，這是不證自明的。」同一天，在美國國內一家西班牙語電視網《Univision》的節目上，歐巴馬總統表示：「我們所知道的是，一場自然的示威活動因為一部糟糕的影片而升溫，而極端主義者藉此大做文章，以便趁機直接傷害美國的利益。」
同樣於9月20日，國務卿希拉蕊·柯林頓對美國參議員進行了簡報；數名共和黨議員在會後發起強烈抨擊。根據新聞，這些參議員因為歐巴馬政府拒絕讓他們了解班加西攻擊事件的細節，但卻將這些資訊刊登於翌日出刊的《紐約時報》及《華爾街日報》而感到憤怒。

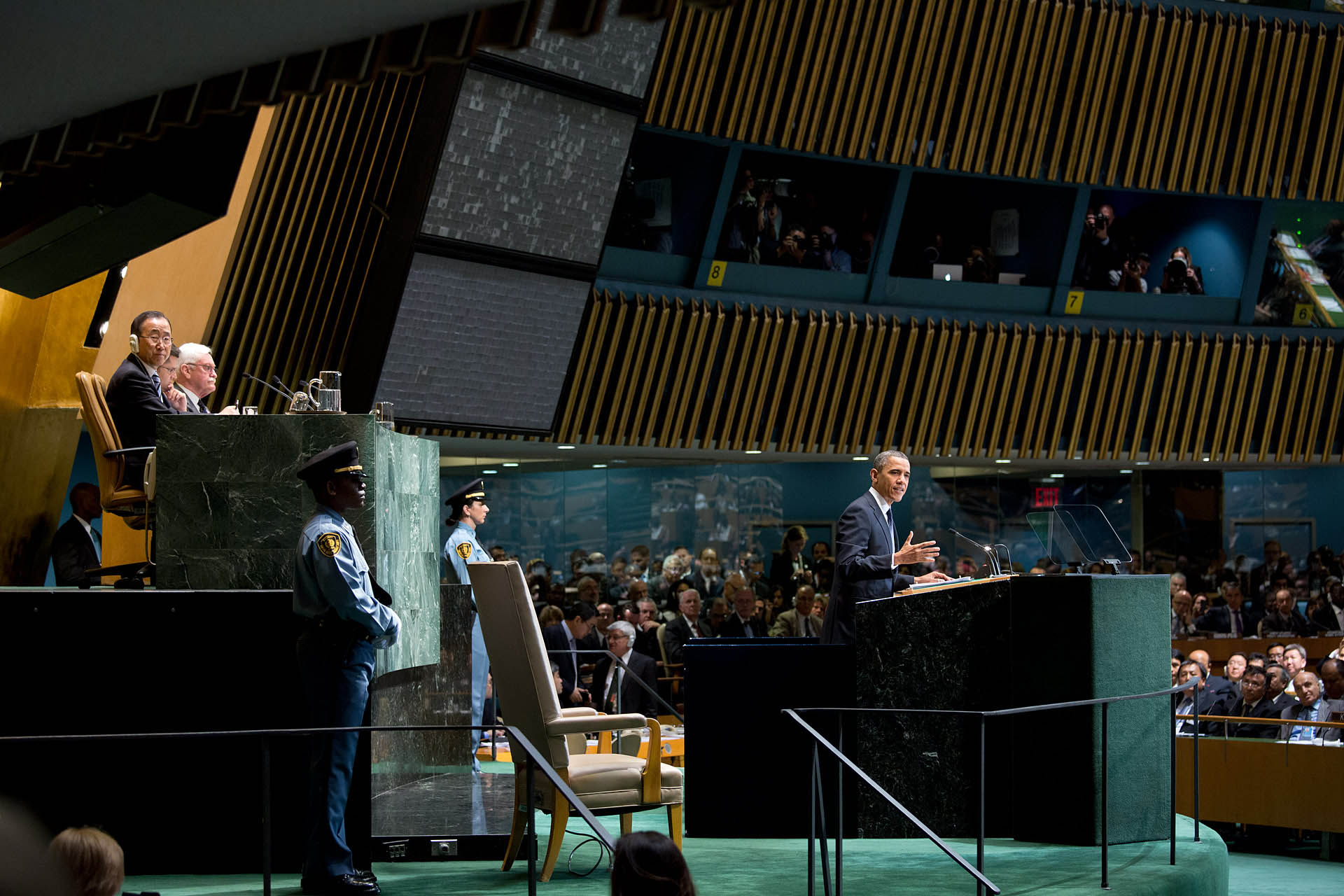
巴拉克·歐巴馬總統在聯合國大會上發言。

9月24日，一支譴責反穆斯林影片的廣告在巴基斯坦的電視台上播出。這則電視廣告（其上有美國大使館的徽章）內容主要是歐巴馬總統及國務卿希拉蕊在華盛頓特區的一場新聞記者會上譴責穆斯林的無知一片。他們的話配成烏爾都語字幕播放。
9月25日，在聯合國大會前的一場演說上，歐巴馬總統呈述：「在班加西地區攻擊我國人民的行為即是攻擊美國的行為......而且不要懷疑，我們將不屈不撓地追捕疑兇，並將之逮捕歸案。」他隨後將《穆斯林的無知》形容為「一部粗製濫造且令人作嘔的影片，並繼而點燃了整個穆斯林世界的怒火。」他說：「我已經講得很清楚，美國政府與這部影片沒有任何關係，而且我相信任何尊重人性的群眾都應摒棄這部影片所傳達的訊息。」他進一步強調：「沒有任何一部影片能將攻擊使館的行為正當化。」
9月26日，國務卿希拉蕊承認了伊斯蘭馬格里布基地組織與班加西攻擊事件的可能關聯。
9月28日，國家情報總監的發言人表示：「在攻擊一結束後，便有訊息足以使我們相信該事件與稍早開羅大使館的示威活動有關。我們將初步的推論交給行政官員以及國會議員.......隨著越來越多關於攻擊的消息傳出，我們修正了我們的初步評估，以反映這起事件是故意且有組織地由極端主義份子實施的資訊。目前仍不清楚是否有任何個人或團體指揮或控制攻擊行動，或是是否有任何極端主義團體的領導者號召他的成員參與攻擊。」同樣於9月28日，據報導《穆斯林的無知》一片的編劇納庫拉·巴斯利·納庫拉因與2010年一樁銀行詐欺案有關而於加州被捕，並不得交保羈押。
在9月30日CNN的《與坎蒂·克勞利一同看國情咨文》節目中，時任節目主持人的克勞利評論道：「週五時我們收到行政部門的最終版聲明，而這現在看起來似乎是恐怖組織有預謀的攻擊行為，至少其中部份的參與者是認同基地組織的，」接著並詢問資深的共和黨籍參議院軍事委員會委員約翰·麥肯：「他們從9月11日到現在，拖這麼久才得出這樣的結論，你是否感到憂慮？如果是，為什麼？」， 而麥肯則回應：「這影響了行政當局試圖傳送基地組織正在衰落的訊息......你還能怎樣告知我們的聯合國大使這是一場自發性的示威活動？......一群人帶著大量重型武器，攻擊持續了數個小時，如果還認為這場示威是自發的、沒有預謀的，那要不是故意忽略重要情報，就是情報本身就相當糟糕。」
10月4日，也就是攻擊過後22天，聯邦調查局的探員才終於得以進入案發現場。犯罪現場當時並沒有封鎖；不論是美國或是利比亞的執法當局都無法封鎖現場。國會聽證會上的證詞紀錄表明「席克斯（史蒂文斯大使副官）指責賴思（美國駐聯合國大使），說她的言論汙辱了利比亞總統--因為他們與他（利比亞總統）於9月16日表示攻擊有預謀的發言相互矛盾--這拖慢了聯邦調查局的作業進度。『馬賈里亞夫總統在他自己的人民面前受辱，在全世界面前受辱。他的信譽因此減損。』席克斯這麼說，並補充道即便過了兩週，總統『仍舊十分不滿』。」
歐巴馬總統援助了利比亞政府800萬美元，以便後者解散極端主義團體，並於次年組建一支利比亞的精英突擊隊。
2012年10月16日，在歐巴馬總統與米特·羅姆尼的總統大選辯論會上，羅姆尼表示「總統花了14天才將班加西事件定位為恐怖攻擊。」歐巴馬總統則回應：「州長先生（指羅姆尼），在攻擊事件的隔天，我站在白宮玫瑰園內，告訴美國民眾以及全世界我們會找出究竟發生了什麼事。」他接著說「這是一起恐怖攻擊行為，我當時也說我們會追捕犯下這起暴行的兇手。」而羅姆尼則挑戰歐巴馬總統的說法，質問「你說案發隔天在白宮玫瑰園，這是一起恐怖攻擊事件，而不是一場自發性的示威活動，這是你的意思嗎?」，而總統則回覆「請繼續，州長先生」以及「看一下紀錄吧。」辯論會的主持人坎蒂·克勞利在翻閱紀錄後，說「他--他確實稱之為恐怖攻擊行為。」一位CNN的分析師表示歐巴馬總統確實稱班加西事件為一起「恐怖攻擊」，但羅姆尼在「行政部門在延遲了一段時間後才總結地說是因影片而起，且是有預謀的」這點上是正確的。2013年5月14日的華盛頓郵報《事實調查者》（Fact Checker）專欄中，作者葛蘭·凱斯勒表示歐巴馬總統確實不斷地在演說中以「恐怖行為」一詞代指攻擊事件，但他從來沒有直接地稱班加西事件為一起恐怖攻擊。
2012年10月19日，美國眾議院監督暨政府改革委員會主席達雷爾·伊薩在公開網頁上張貼166頁敏感但非機密的國務院與利比亞相關的通訊紀錄等文件後，招致歐巴馬政府的官員猛烈抨擊。根據官員們的說法，這些文件的流出使多位替美國政府工作的利比亞人身份曝光，並且嚴重影響他們的生命安全。
10月28日，在CBS的節目《面對國家》上，參議員約翰·麥肯針對10月19日的事件表示「這要不是某種掩護，就是無能」，並且認為這將是一樁比水門事件更糟糕的政治醜聞。麥肯說道：「我們知道案發當時，領事館內存有錄音帶及紀錄文件......於是總統上遍了各大節目，包括《觀點》，包括大衛深夜秀，包括在聯合國大會前的那段演說，那段他幾天之後、很多天之後，仍然將攻擊事件稱為因一充滿仇恨的影片而點燃的自發性示威活動的演說；不顧他在玫瑰園所說關於恐怖行為的一切，他還是上了這些節目。我們知道這些很顯然都是錯的。但是總統知道什麼？他什麼時候知道的？而他知道後又做了什麼？」CBS的新聞節目報導稍早前於10月24日時，在攻擊事件後20日，領事館內10餘支監視器所錄下的攻擊影片已進行取回。在2012年10月29日的一場電台專訪節目中，參議員約翰·麥肯說案發當天的監視畫面已列為最高機密。
國務卿希拉蕊預定將於12月20日出席國會聽證會，以就攻擊相關事項作證。12月15日，據報導她因身染流感而有脫水、昏厥及暈眩等症狀。因此，她的作證時間向後順延。共和黨籍議員艾倫·威斯特將這起事件拿來大做文章，宣稱流感只是希拉蕊不願出席聽證會的詭計。前美國駐聯合國大使約翰·博爾頓稱希拉蕊的暈眩症狀為「外交感冒」。

2013年1月13日，在參議院聽證會上，國務卿希拉蕊與參議員羅恩·詹森在班加西事件上交鋒。當詹森逼迫她解釋為何當事件結束時，國務院沒有派人詢問撤離人員遇到攻擊前是否有示威活動，希拉蕊這麼回應：
無意冒犯，但事實是，我們死了四個美國人！這到底是因為案發前的示威活動所導致，還是一群傢伙決定晚上出門走走，並臨時起意要殺幾個美國人？！在這個節骨眼上，還有什麼差別嗎？！還原事實經過並避免類似事件再次發生是我們的責任，參議員先生。現在，坦白說，我會盡力回答你的提問，但事實是人們正積極地蒐集各種資料。它（指情報體系）是有其程序的，我明白，要到各式各樣的委員會上解釋這些談話要點是如何產生的。但是你知道，為求清楚，從我的觀點而言，將這些武裝份子繩之以法遠比找出他們的動機重要得多，抓到他們後我們也更能了解事實的全貌。
2013年3月，眾議員鄧肯·亨特在第113次國會會期中提議頒贈國會金質獎章給在事件中英勇殉職的中情局承包商多赫提及伍茲。
2013年4月，五角大廈宣布啟動北非的美國海軍陸戰隊快速反應部隊計畫，並借重V-22魚鷹式傾轉旋翼機的長程快速運輸功能，以便將來類似事件發生時能第一時間將快速反應部隊送往現場。西班牙准允美軍部隊駐紮於靠近塞維亞的山丘空軍基地，租期為一年。
2013年5月13日，歐巴馬總統在一場新聞記者會上表示：「在事件發生後隔天，我便已承認這是一起恐怖攻擊」。華盛頓郵報的專欄作家葛蘭·凱斯勒在其《事實調查者》專欄中反駁這項言論，並在文章中開闢大量篇幅區分「恐怖行為」（act of terror）和「恐怖主義行為」（act of terrorism）的差異。在文章中，凱斯勒指控歐巴馬是「歷史修正主義者」，並稱他將攻擊稱為「恐怖主義行為」，然而事實上他在演說中的用詞是「恐怖行為」，藉此推論歐巴馬企圖避免將事件稱為「恐怖主義行為」，是因為他不想將史蒂文斯大使的死怪罪於恐怖主義。
2013年7月30日，眾議員埃德·羅伊斯正式提出《2014財政年度國務院與大使館安全授權法案》（第113屆眾議院會期；案號H.R. 2848）支持者認為「這項法案將能進一步強化海外外交處所的基礎設施，並將維安等級提升至最高安全標準；加強負責保衛使館及內部人員的安全人員訓練；為未來類似班加西攻擊等事件建立適當的威脅因應標準流程；審查美國外交安全局的程序及政策；授權於高風險處所僱用最高品質的承包商；授權針對人員目標安全改善；並提供安全強化及責任審查委員會（Accountability Review Board）的改善建議。」
包括共和黨員在內的多位評論家指責歐巴馬政府及國務院過度強調或編造因《穆斯林的無知》而激起的憤怒，並直指行政部門始終不願稱攻擊事件為「恐怖攻擊」。眾議員麥克·羅傑斯，同時也是美國眾議院常設情報特別委員會主席，表示攻擊事件包含了所有與基地組織相關的特點。9月13日，當問及班加西是否有任何示威活動時，他回答：「我沒有看到任何資料顯示當時週遭任何大使館前有任何示威活動。這件事很顯然從一開始便設定為暴力攻擊。」根據批評者的說法，領事館在遇襲之前與之後都應該要有更好的維安。共和黨議員提起調查遲誤一事；CNN後來將之形容為聯邦調查局、司法部以及國務院間的「官僚體系的混亂」。9月26日，眾議員強尼·艾薩克森說他「不敢相信聯邦調查局還沒到過現場。」
美國指揮官們的證詞顯示美國軍隊當時並未對非洲及中東地區的衝突做好準備。沒有任何戰機於9月11日（911攻擊事件11週年）時是處於警戒狀態的，而距離案發地點北非最近的戰機位於義大利的阿維亞諾空軍基地。然而，在阿維亞諾空軍基地內的戰機尚未加油掛彈，而離該基地10小時的飛行航程內沒有任何加油機。除此之外，距離利比亞最近的AC-130空中砲艇也在10小時航程以外，而且該砲艇在攻擊事件發生後19個小時才到達義大利。
攻擊事件及後續排山倒海而來的輿論皆在2012年美國總統選舉前的2個月發生，民主黨員及自由媒體皆指控共和黨以史無前例的方式將攻擊事件政治化。歐巴馬團隊指控羅姆尼企圖利用攻擊事件以獲取政治利益。攻擊事件的高度政治化最終致使史蒂文斯大使的父親致電予雙方陣營，希望不要將此事件作為競選議題。
前中央情報局局長及共和黨執政時期的國防部長勞勃·蓋茲表示部份質疑政府回應的評論家都將軍事能力想得太「卡通化」了。他說換作是他，考慮當地的風險及欠缺情報，他也會以同樣謹慎的態度處理，而且美國軍隊須要以具體情形為據來規畫並準備，但案發當時並沒有這些條件。
歐巴馬總統將批評輿論稱為「雜耍」，並且指責國會在經濟等議題上「不專心」，反而盡是將焦點放在一些「假的政治醜聞」上。白宮發言人傑伊·卡尼稍後更具體指出針對行政部門在處理班加西議題上不力的指控便是總統所稱的「假的政治醜聞」之一。
2014年12月10日，在美國眾議院常設情報特別委員會針對班加西事件的報告發表後，委員會主席麥克·羅傑斯在一篇社論對頁版上寫道：「歐巴馬政府主導的白宮和國務院在2012年9月11日班加西攻擊事件發生的前、中、後所採取的行動廣泛地包含了無能以及在選舉時節可悲的政治操作。」

### 美國媒體的反應
喬治梅森大學媒體與公共事務中心於2012年11月2日發表了一份未出版的研究報告的結論。根據內文的分析（其中亦引述了部份新聞報導的文字），該研究報告認為美國的主流媒體將攻擊事件定調為一起自發性攻擊事件，正如歐巴馬政府對這起事件的態度；這比起共和黨「預謀說」的版本出現的次數要多了四倍。
在攻擊事件後沒多久，CBS節目《60分鐘》的主持人史提夫·克羅夫特於節目中詢問歐巴馬總統對局勢的看法。總統並沒有正面回應這個問題，同時也避免稱該事件為恐怖攻擊。這段訪談直到2012年總統選舉前夕才對外播出。《布雷特·拜爾的特別報導》主持人布雷特·拜爾說道：「歐巴馬不說他是否認為該事件是恐怖攻擊。但他卻於稍後的總統選舉辯論中強調自己在玫瑰園中稱攻擊為恐怖行為。」拜爾也說：「在選舉前兩天，CBS播出9月12日訪問歐巴馬總統的的60分鐘節目，而他在節目中的說詞似乎與自己對班加西攻擊事件的態度相互矛盾。記住這位宣稱自己已在第一時間在玫瑰園將班加西事件定位為恐怖攻擊的總統。另外，記住他在辯論中所說的話，也請注意新節目中他的說法。克羅夫特問道：總統先生，今早你脫稿演出，並避免將在利比亞發生的事與恐怖主義扯上關係，你是否認為這是一起恐怖攻擊？歐巴馬是這麼回答的：嗯...現在要這麼說還太早，我們還不清楚有哪些團體涉入其中，但這很顯然是一起針對美國人的攻擊事件。而我們將會與利比亞政府合作，以確保我們無論如何都會將兇手逮捕到案。」 
分析師布里特·休姆向CBS表示針對班加西一事及如果共和黨執政等議題上，媒體的偏見正在真實上演，且將會有更具批評性、更直接的報導出現。9月13日，時事評論員瑞秋·梅道在她MSNBC的節目上表示：「一場有組織的攻擊。只要有任何人告訴你針對我們利比亞領事館及大使館的行為是一場為了抗議一部冒犯性電影的示威所引起的，那你就該反問他們為什麼會這樣想。因為這樣的想法並不足以解釋那天晚上所發生的事，或是越來越多流出的資訊。」
10月24日，在福斯新聞網的電視節目《布雷特·拜爾的特別報導》中，專欄作家查爾斯·克勞薩默指出一封國務院自的黎波里大使館所收到的一封報告指出伊斯蘭教法團已於Facebook及Twitter等社群網路上承認犯下班加西攻擊事件，從而證明了白宮早就知道這起事件與恐怖份子有關。查爾斯·克勞薩默說道：「這真的是新聞雜誌業的醜聞。我是說，今天的《紐約時報》或是《華盛頓郵報》都對這件事隻字未提。」
《國家評論》雜誌的保守評論員喬納·戈德堡表示在NBC的《會見媒體》節目上，主持人大衛·格利高里在其中一位來賓提起班加西事件時刻意轉換題目，並說「我們等等再談利比亞」，但從來沒有再提起該議題。
2012年11月26日，記者湯姆·里克斯出席福斯新聞網的節目《正在發生》，並與主持人強·史考特一同討論攻擊事件。在與強·史考特談話的過程中，里克斯指責福斯新聞網在該議題上「高度政治化」，並且說「福斯新聞網是共和黨的同夥。」這短談話後來遭到剪短，福斯新聞網也從此未再提及里克斯或是這段訪談。不過，福斯新聞網的作法很快便招致非議。
一項於2014年6月17日的CNN/ORC民調顯示61%的美國民眾對歐巴馬政府處理班加西議題的作法並不滿意。而對於共和黨在聽證會上的表現是否過於激進，回答是及否的民眾則各有48%和44%。

## 調查
目前有數項正式調查已完成，另外也有幾個正在進行中的調查，而有幾項調查則仍尚未立案。美國眾議院班加西特別委員會的最終報告將於2016年出爐。美國眾議員特雷·高迪，同時也是班加西特別委員會主席，特別指出歐巴馬政府及國務卿希拉蕊在該議題上的不合作導致調查進度緩慢。

## 資訊自由法案的要求

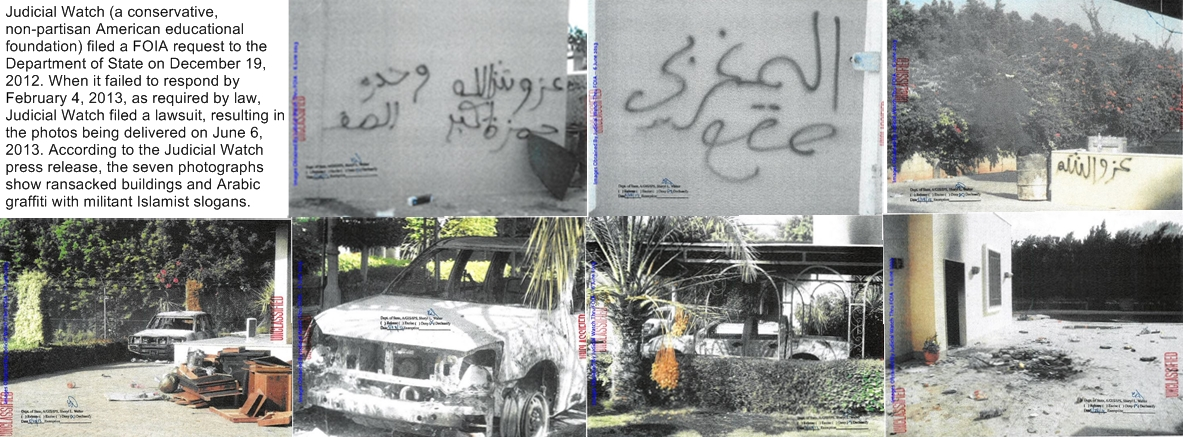
美國國務院依「司法觀察」基金會按照《資訊自由法案》所提出公開資訊的要求而釋出的七張照片。

《美國資訊自由法案》關於資訊公開的要求自攻擊發生後就不斷提起。保守基金會「司法觀察」於2012年12月9日依據《資訊自由法案》，向國務院提交公開資訊的要求。司法觀察稍後於2013年1月4日收到國務院同意一項要求的回音。然而，當國務院並未依承諾公開資訊後，司法觀察提起訴訟；而國務院亦為免訟累，而於2013年6月6日公開了7張相片。其中三張展示了三幅不同的阿拉伯語的塗鴉，其大致翻譯為「哈姆扎的王座（Thrones of HamzaIn）」、「真主至大（Allah-u Akbar）」，以及「階級統一（Unity of ranks）」。
2013年5月30日，據報導，共和黨全國委員會依據資訊公開法案要求國務院公開「任何含有『利比亞』和／或『班加西』，時間範圍自2012年9月11日至2012年11月7日間，由美國國務院職員送出或接收到的文件，以及電子郵件收信人或寄信人電子信箱中含有『barackobama.com』或『dnc.org』等字樣的所有郵件。」

## 外部連結
- The House Republican Investigation of Benghazi: single-source site of all the unclassified information and findings from investigations into the attacks（页面存档备份，存于）
- Report of the U.S. Senate Select Committee on Intelligence Review of the Terrorist Attacks on U.S. Facilities in Benghazi, Libya, September 11-12, 2012, Together with Additional Views
- Interactive Map of Attack at The New York Times（页面存档备份，存于）
- Map of Consulate grounds（页面存档备份，存于）
- Background Conference Call With Senior State Department Officials, Washington, DC, October 9, 2012（页面存档备份，存于）
- Timeline of the Libya rescue effort（页面存档备份，存于）, MilitaryTimes.com, November 2, 2012
- What the Obama administration has said about the Libya attack（页面存档备份，存于）, timeline by Michael Pearson, CNN, October 17, 2012
- Accountability Review Board (ARB) Report on Benghazi Attack（页面存档备份，存于）
- Criminal Complaint Against Ahamed Abu Khatallah in U.S. District Court for the District of Columbia（页面存档备份，存于）

美國國會聽證會報告
- The Security Failures of Benghazi: Hearing before the Committee on Oversight and Government Reform, House of Representatives, One Hundred Twelfth Congress, Second Session, October 10, 2012
- Benghazi and Beyond, Part I: What Went Wrong on September 11, 2012 and How to Prevent It From Happening at Other Frontline Posts: Hearing before the Committee on Foreign Affairs, House of Representatives, One Hundred Twelfth Congress, Second Session, November 15, 2012
- Benghazi and Beyond, Part II: The Report of the Accountability Review Board: Hearing before the Committee on Foreign Affairs, House of Representatives, One Hundred Twelfth Congress, Second Session, December 20, 2012
- Benghazi: The Attacks and the Lessons Learned: Hearing before the Committee on Foreign Relations, United States Senate, One Hundred Twelfth Congress, Second Session, December 20, 2012
- Terrorist Attack in Benghazi: The Secretary of State's View: Hearing before the Committee on Foreign Affairs, House of Representatives, One Hundred Thirteenth Congress, First Session, January 23, 2013
- Department of Defense's Response to the Attack on U.S. Facilities in Benghazi, Libya, and the Findings of its Internal Review Following the Attack: Hearing Before the Committee on Armed Services, United States Senate, One Hundred Thirteenth Congress, First Session, February 7, 2013
- Benghazi: Exposing Failure and Recognizing Courage: Hearing before the Committee on Oversight and Government Reform, House of Representatives, One Hundred Thirteenth Congress, First Session, May 8, 2013
- Benghazi: Where is the State Department Accountability? Hearing before the Committee on Foreign Affairs, House of Representatives, One Hundred Thirteenth Congress, First Session, September 18, 2013
- Reviews of the Benghazi Attacks and Unanswered Questions: Hearing before the Committee on Oversight and Government Reform, House of Representatives, One Hundred Thirteenth Congress, First Session, September 19, 2013
- Report of the U.S. Senate Select Committee on Intelligence Review of the Terrorist Attacks on U.S. Facilities in Benghazi, Libya, September 11-12, 2012 Together with Additional Views, January 15, 2014